# هاري سميث (لاعب كرة قدم بريطاني)
هاري سميث (بالإنجليزية: Harry Smith)‏ (27 أغسطس 1930 في المملكة المتحدة - ) هو لاعب كرة قدم بريطاني في مركز مهاجم داخلي. لعب مع نادي كوناهس كواي ونادي تشستر سيتي وFlint Town United F.C. ‏ وPwllheli F.C. ‏.